# Tilia platyphyllos
Il tiglio nostrano (Tilia platyphyllos Scop.), noto anche con il nome di tiglio nostrale è un albero caducifoglio della famiglia delle Malvacee.

## Descrizione
Albero alto fino a 40 m, a foglie caduche, cuoriformi, a margine seghettato, con la pagina inferiore pubescente, con ciuffetti di peli biancastri negli angoli delle nervatura, che a maggio-giugno portano all'ascella i fiori profumati, forniti di brattea, di colore bianco-giallastro e riuniti in infiorescenze pendenti formate da 2-5 fiori ermafroditi, i frutti sono piccole capsule con costole sporgenti, ed endocarpo duro e legnoso.

## Ibridazione e distinzione da specie simili
Tilia platyphyllos è diffuso nell'Europa continentale e nel Caucaso
In Italia esistono, allo stato spontaneo, solo due specie di tigli, ossia questa specie e Tilia cordata. Le due specie si ibridano fra loro dando origine a Tilia × europaea (detto anche Tilia × vulgaris), entità sovente usata nei parchi urbani e nelle alberature.
La distinzione fra le due specie pure non è difficile, se si osservano le piante con attenzione, e può basarsi su questi elementi:
- la dimensione delle foglie, di massimo 8 cm in T. cordata e fino a 15 cm in T. platyphyllos (tuttavia nei ricacci emessi a seguito di potature o ceduazioni, le foglie di entrambe le specie possono essere molto più grandi);
- la pagina inferiore delle foglie: entrambe le specie presentano ciuffi di peli all'ascella delle nervature, ma questi ciuffi sono color mattone in T. cordata  e biancastri in T. platyphyllos;
- il frutto: quello di T. cordata  è piccolo, massimo 8 mm di diametro, senza costolature evidenti e, schiacciato fra le dita, si rompe facilmente; quello di T. platyphyllos è più grosso, con 5 costole pronunciate e molto più resistente;
- le gemme: nel T. cordata  sono visibili 2 scaglie (perule), in T. platyphyllos se ne vedono 3;
- i giovani rametti del T. cordata  sono glabri, ossia lisci, mentre quelli del T. platyphyllos sono coperti da una sottile peluria, sono cioè pubescenti.

## Usi
È molto noto anche come pianta mellifera, è bottinata dalle api ottenendo un miele, spesso monoflorale, che ha cristallizzazione lenta.
Il legno di questo tiglio è usato al pari di quello dell'altra specie simile, Tilia cordata.